# 西河乡 (南郑县)
西河乡是中国陕西省汉中市南郑区一个已撤销的乡镇。乡政府驻地——西河口。2011年，汉中市人民政府向陕西省人民政府申请，将南郑县的西河乡，整建制并入碑坝镇。时下辖9个村，面积279.14平方公里，总人口3363人。

## 行政区划
西河乡下辖以下行政区：
西河口村、先进村、大西河村、联盟村、松坪村、南岔河村、广家店村、石笋坝村、回龙村